# Château de la Courbe de Brée
Le château de la Courbe, est situé à 2 km de Brée en Mayenne, sur la route allant de Brée à Saint-Christophe-du-Luat.

## Description
« Le château de la Courbe, au sud-est et à deux kilomètres du bourg, jouissait du titre de châtellenie avec haute, moyenne et basse-justice non contentieuse. La terre était composée du domaine avec cens, rentes et droits seigneuriaux sur la majeure partie de la paroisse, et deux cents arpens de landes dans les landes de la Charnie, en Livet et en Saint-Christophe-du-Luat. 
Ce château relevait pour sa haute, moyenne et basse justice et pour ce qu'emportent les fossés, le pré de la Salle, les champs et prairies des Marais, du chapitre du Mans par sa châtellenie d'Assé-le-Béranger ; de Monsieur, frère du roi, pour les deux cents arpens de landes de la Charnie ; et du château de Brée, à foi et hommage lige, pour le surplus et pour son titre de châtellenie,.
L'édifice fait l'objet d'une inscription au titre des Monuments historiques depuis le 22 septembre 1995.

## Construction
- Au XIIe siècle, un habitat seigneurial à motte et à manoir était bâti sur le site, proche de 400 m, des Murailles.
- Dans la première moitié du XIIIe siècle est bâtie une grande salle (18 × 11 m) sans étage, probablement à nef, dotée d'une cheminée monumentale. Deux médaillons décorent le mur sur le pignon sud : celui de gauche présente une tigresse qui se reflète dans un miroir, croyant y voir l'image de son petit; celui de droite montre un cavalier portant dans son bras gauche un jeune tigre et tenant dans la main droite un miroir[4].
- Au milieu du XIVe siècle, un second bâtiment, le vieux logis, avec entrée spécifique, est construit en angle de la grande salle, laquelle est alors rétrécie au niveau de la nef centrale, et la cheminée déplacée sur le mur ouest, construit à cette époque. Une cuisine et ses dépendances sont également construites perpendiculairement de la grande salle. Substantiellement modifié et surélevé par la suite, ce bâtiment constitue le logis neuf.

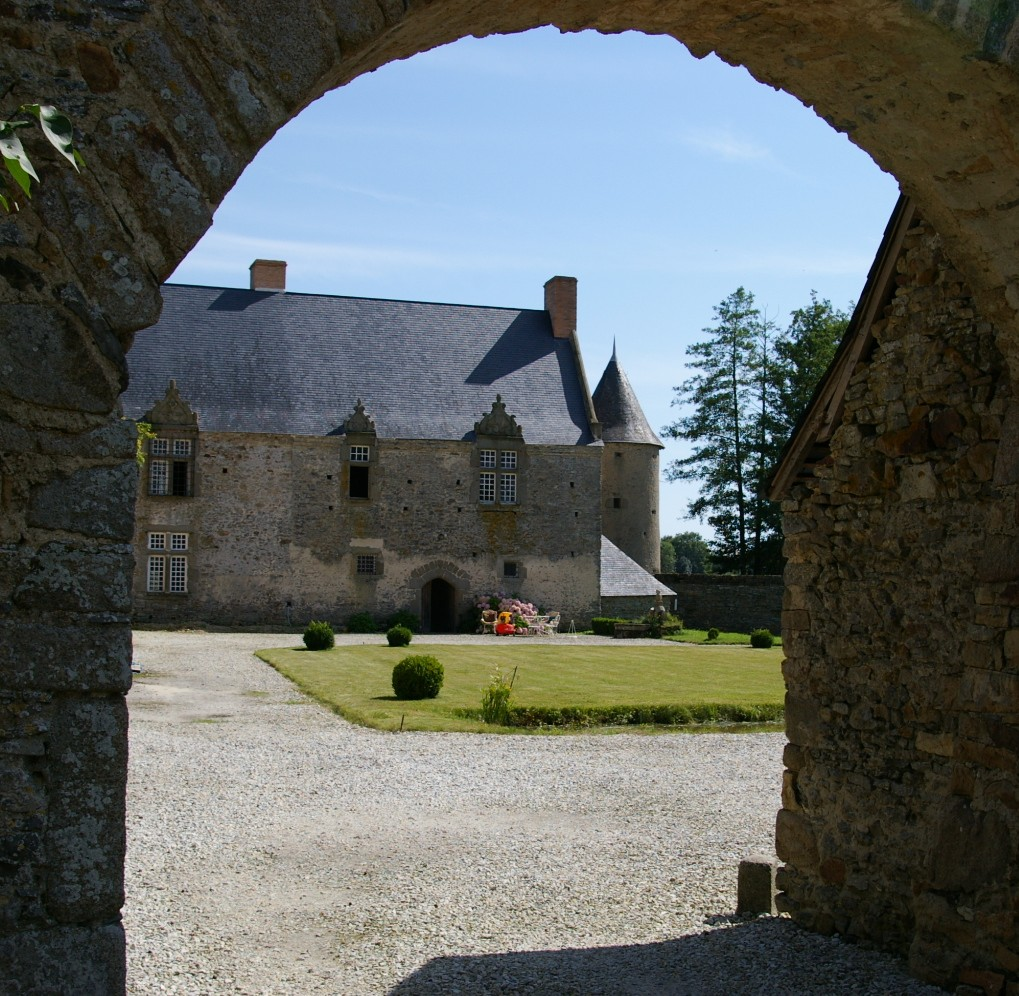

- Vers la fin du XIVe siècle, un étage est ajouté au-dessus de la grande salle et permet d'installer une salle haute[5] suivie d'une chambre carrée qui existe encore. Les ouvertures de la grande salle sont remaniées; une tour de latrines est construite à l'angle sud-est de la grande salle et dessert, via une galerie extérieure, les deux pièces de l'étage.
- Dans la 2e moitié du XVe siècle, de larges transformations sont opérées : transformation du vieux logis en cuisine, construction de la tour de gloriette, de la chapelle, surélévation de la moitié est du logis neuf, construction d'une tour de latrines.
- Vers 1560 on achève la surélévation du logis neuf, avec chambre haute et cabinet. La galerie est poursuivie vers l'ouest pour desservir les lieux. Sur la façade, on surmonte les fenêtres de frontons à décors de volutes et pots à feu.
- Vers la fin du XVIe siècle, au moment de la Ligue, un mur d'enceinte défendu par 4 tours vient renforcer les défenses extérieures.
- 4 bâtiments de service sont édifiés à proximité : 
  - le porche d'entrée (XIIIe – XIVe siècle), muni d'un double pont-levis ;
  - le bâtiment de service fermant la cour au nord (antérieur à la fin du XVe siècle) ;
  - la grange (XVIe siècle)
  - une fuie[6] existait au XVIIe siècle.

## Seigneurs

### La famille Le Vayer
Les premiers seigneurs de La Courbe, reconnus par titres authentiques, appartenaient à la famille Le Vayer de Voutré, famille d'écuyers.
- Jean Le Vayer de Voutré, cité dès 1299. Officier d'Henri d'Avaugour, baron de Mayenne, il représente en 1301 la noblesse du Maine contre l'aide demandée par Charles de Valois, comte d'Anjou et du Maine, lors du mariage de sa fille Isabelle. Il épousa avant 1320 la fille de Patrice (ou Patry) de Sourches et fut de ce chef seigneur de Sourches-Le Vayer en Saint-Symphorien[7].
- Patry Le Vayer, son 3e fils, écuyer, succède à ses 2 frères et prend en 1361 le titre de seigneur de Sourches et de Pescheray[8]. Un document de 1364 l'indique comme étant le mari de Marguerite, fille de Jean Chevalier. Il mourut vers 1379. De son mariage avec Marguerite Chevalier étaient issus, entre autres enfants, Jean et Perrette.
- Jean Le Vayer, échanson du roi, écuyer, seigneur de Sourches, Pescheray et Voutré, succéda à son père vers 1379. Il fit partie de la fâcheuse chevauchée dans la forêt du Mans le 5 août 1392 avec Charles VI. Il fut tué le 25 octobre 1415 à Azincourt.Le 18 janvier 1398, Jean Le Vayer avait ratifié « le mariage et don fait par Marguerite, jadis femme de feu Monsieur Patry Le Vayer, chevalier, à Messire Jean de Vassé, chevalier, et Perrotte sa femme, fille dudit Patry », « confirmé par testament dudit Patry, des terres de Montchauveau, la Courbe, et des Hayes de Brée, pour tout ce que ladite Perrette pouvait prétendre ès successions tant paternelle que maternelle ». Par ce mariage, vers 1380, Perrette Le Vayer apporta ainsi la Courbe à la famille de Vassé.

### Les familles de Vassé et le Cornu
- Jean de Vassé, époux de Perrette Le Vayer, est dénombré dans la montre de la compagnie d'ordonnance du connétable Bertrand du Guesclin en 1370. En 1402 il fit plusieurs dons au chapelain de son château. Devenu veuf, le seigneur de Vassé épousa en secondes noces Jehanne de Landevis avant 1410. Du mariage de Jean de Vassé et Perrette Le Vayer est issu Groignet, qui suit.
- Jean Groignet de Vassé, écuyer, dit Groignet[9], seigneur de la Motte de Montflours, Saint-Jean-sur-Mayenne, la Girardière, la Courbe, épousa d'abord Morette de Villiers, puis, en 1414, Jeanne le Cornu [10], dame de Ragotière, en Astillé, du Bois-Ragot, en Cosmes et Cossé, de la Brairie, en Houssay, fille de Jean Le Cornu et de Jeanne Ragot[11], dame du Bois-Ragot, la Ragotière, et la seigneurie d'Astillé. Grognet de Vassé profita des revers de fortune de son cousin Jean Le Vayer pour agrandir son patrimoine : le 14 novembre 1422, il lui rachète la terre de Voutré et le retrait féodal de souches; le 10 mai 1423, il, exerce son droit de retrait et acquiert la terre de Sourches auprès de Guillaume Richier, avocat, pour 3 000 livres tournois. Il meurt avant le 18 décembre 1423; à cette date, le receveur de Sainte-Suzanne, Jean Gaultier, reçoit de « dame Jeanne Cornue, veuve de Jean Groignet de Vassé 60 écus d'or et 120 livres deniers pour la vente du contrat que Guillaume Richer avait fait pour Chources ». Le 30 avril 1424, « dame Jehanne Cornue, dame de la Courbe, veuve deffunt Grognet de Vassé » fait foi et hommage au Chapitre du Mans à cause de la terre de la Courbe.

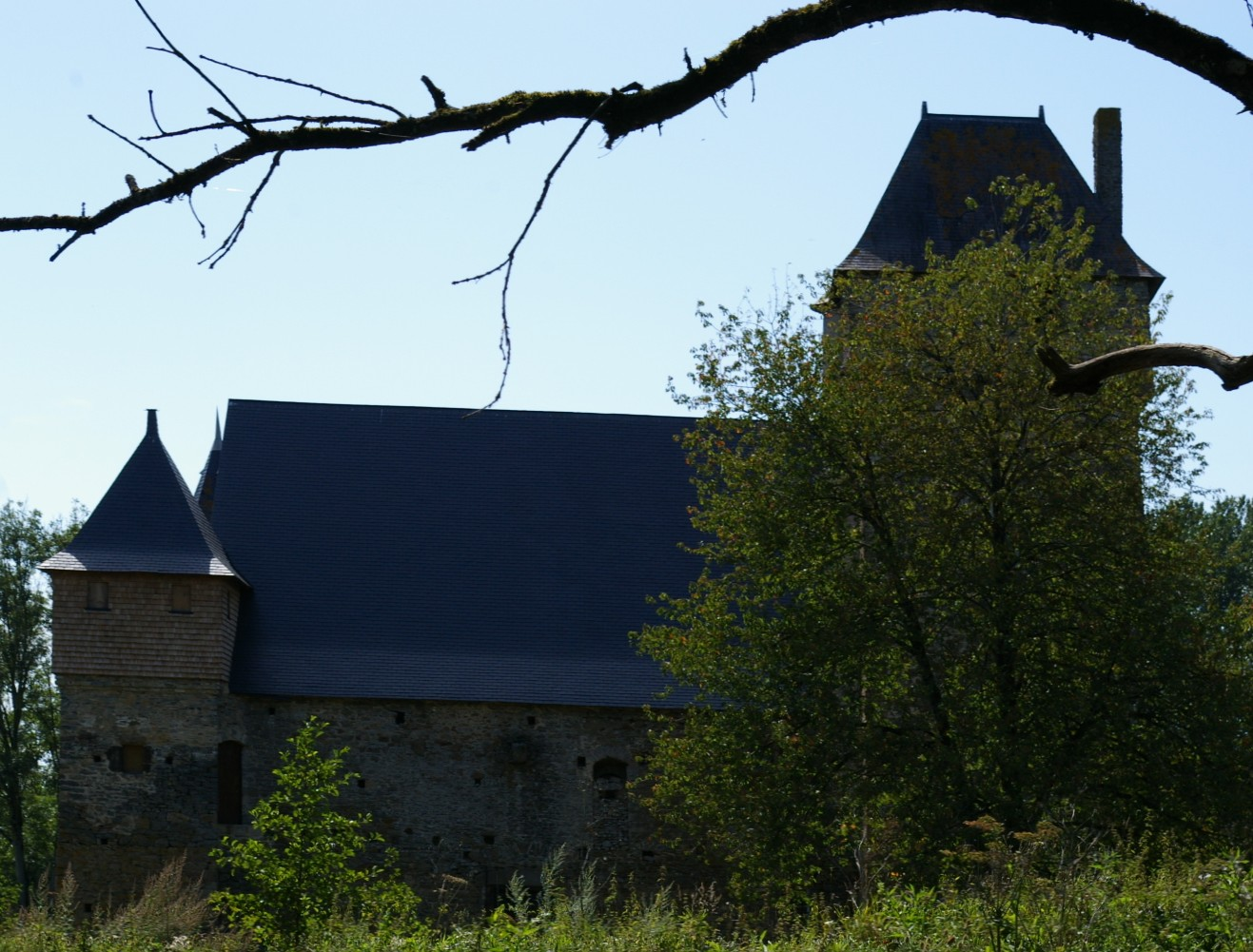

- Jeanne Le Cornu, devenue veuve de Groignet avec 3 enfants, Jean, Catherine et Jacquette, se trouva semble-t-il dans une situation financière difficile, aggravée par les conséquences de l'occupation anglaise (Le Mans et Sainte-Suzanne tombèrent en août 1425), et vendit des terres et des biens. 
  - Son fils Jean dit Grognet, écuyer, « dès son jeune âge abandonna ses héritages et possessions qu'il avait en icel pays du maine pour l'usurpation et occupation que nos anciens ennemis et adversaires anglais en firent ». Entré comme page au service du duc d'Alençon, il guerroya contre les Anglais lorsqu'il fut « en âge de porter le heaume ». Au cours de ces guerres, Jean de Vassé fut fait prisonnier par le sire John Talbot, à qui il dut payer « grande et excessive finance et rançon ». Jeanne Le Cornu décéda après 1451. Mais, dès 1450, sa fille Jacquette est qualifiée dame de la Courbe dans un hommage reçu pour le fief de Montchauveau à Neau.
  - Quant à son autre fille, Catherine de Vassé, dame de la Motte de Montflours, Saint-Jean-sur-Mayenne et de la Girardière, elle épousa Jean des Ecostais, chevalier seigneur dudit lieu et de Jublains ; celui-ci, devenu veuf, se remaria avec Jeanne d'Orange ; il avait eu du premier lit Jean IV  des Ecostais.
- Jacquette de Vassé, dame des Hayes de la Breille et de la Courbe épousa en 1433 Jean de Saint-Berthevin, seigneur de Soulgé-le-Ganelon. Ils eurent de cette union Jean et Roberde de Saint-Berthevin. En 1448, Jacquette de Vassé, devenue veuve, avait la garde de ses 2 enfants. Elle porte la qualité de dame de la Courbe dans un aveu reçu par elle le 4 juillet 1450. Elle épouse en secondes noces Ambroise I le Cornu, qui rendit aveu en 1464 de la terre de la Courbe de Brée. Il était fils de Jean III le Cornu, seigneur de la Barbottière, en Ahuillé, du Plessis-de-Cosmes et de Marie de Brée ; il était seigneur de Parné et de Launay-Peloquin. C'est d'eux qu'est issue la branche des Le Cornu de la Courbe de Brée.

Il eut :

Blason : D'or au massacre de cerf de gueules, surmonté d'un aigle éployé de sable.

- - Ambroise le Cornu II, seigneur de la Courbe et de Launay-Peloquin, « escuier de l'escurie du Roy », qui épousa Marie de Saint-Benoit, dont :

1. Ambroise qui suit ;
2. Marin, sieur des Haies.

- -     - Ambroise le Cornu III, seigneur de la Courbe, Parné, Launay-Peloquin, la Breille et la Chevalerie, épousa 1° Adnette Ferrant qui contribua à la fondation de la chapelle de la Courbe ; 2° Catherine de Savonnières, fille de Félix, s. de la Bretesche, et de Marie de Brée par contrat passé à Angers en 1489. Il eut du 1er mariage : Ambroise le Cornu IV, écuyer, seigneur de la Courbe et de Launay-Peloquin ; il vivait en 1508. Il eut part à la fondation de sa mère.

- Claude Le Cornu, fils de Ambroise et de Catherine de Savonnières, seigneur de la Courbe de Brée, Parné, Launay-Peloquin et la Chevalerie, épousa Marie de Feschal, fille aînée de René de Feschal, seigneur de Thuré, et de Jeanne Cornilleau, et approuva et augmenta lui aussi la fondation faite pour son père.

Il faut ajouter aux deux précédents : Perrine le Cornu, fille aînée de noble homme Ambroys le Cornu, l'aîné.
- Jehan le Cornu, avec lequel Claude, son frère, fit en cour de Ruillé en Anjou le 20 mars 1525 un arrangement en vertu duquel il lui cédait vingt écus soleil, une hacquenée et quinze écus soleil que lui devait le seigneur de la Barbottière, pour le désintéresser de ce qui pouvait lui revenir de la succession déjà ouverte de leur père Ambroise le Cornu et de ses droits lors du décès de leur mère[13].

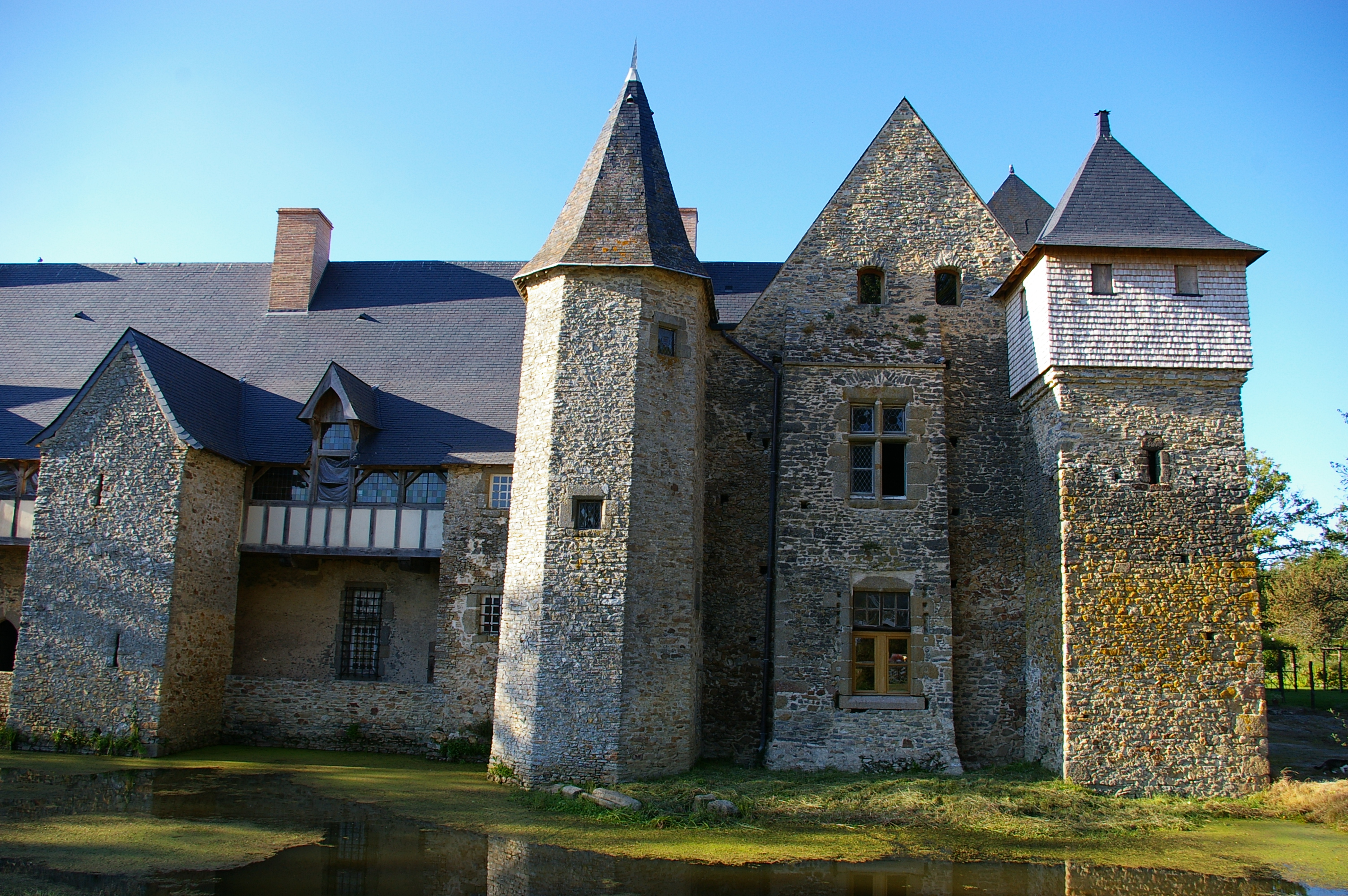
Douves de la Courbe de Brée

- Ambroise le Cornu, Ve du nom, seigneur de la Courbe, vivait en 1567[14]. Il épousa Madelaine de la Jaille, fille de Claude, baron d'Avrillé et de Françoise Cadu ; elle fut inhumée dans l'église de Brée le 9 janvier 1591. Nombre d'actes de baptêmes où il figure depuis 1583, ainsi que sa femme et ses enfants, à titre de parrain ou de témoin, montrent que cette famille était restée catholique. Ambroise le Cornu avait acheté le lieu de la Hune, en Bazougers, d'Arthus de Maillé. Mais il y eut sur lui retrait lignager par le curateur du comte de Laval. Il fut inhumé dans l'église de Brée, dans le chœur près du grand autel, le 11 mai 1604. Il eut :

1. René ;
2. Nicolas Le Cornu, évêque de Saintes[15].
3. Siméon Le Cornu, chevalier de l'ordre de Saint-Jean de Jérusalem, connu sous le nom de M. le commandeur de la Courbe.
4. Jean le Cornu, seigneur du Parc d'Avaugour, qui épousa[16] Marie de Mégaudais, dame de Panart, fille unique de Louis de Mégaudais, seigneur de Pannard et de Jeanne le Jariel, dont une fille qui épousa Louis de la Paluelle, écuyer, seigneur de l'Oucé, de Saint-James en Normandie. Marie de la Paluelle, fille de Louis, prit à l'âge de seize ans l'habit aux Bénédictines d'Ernée le 28 juin 1642, et mourut peu de jours après et fut enterrée au cloître. « Elle était très dévote à la Sainte Vierge ».
5. Ambroise le Cornu, seigneur de la Chevalerie, époux de Marie de la Vairie ; dont : René le Cornu, seigneur de la Chevalerie qui hérita du Mesnil-Barré. Il mourut sans alliance et sans bien.
6. Claude ou Claudine le Cornu, mariée à F. Gaignon, seigneur de Villaines, près le Mans, le 15 février 1569, dont : Claude de Gaignon qui épousa à Nantes en 1617 Jeanne Raoul de la Guibourgère ; Louis, seigneur de Vilennes, qui épousa Marie Leprêtre, était fils de ces derniers ; il eut Jacques de Gaignon, époux d' Antoinette d'Assé, dont Louis-Jacques-Armand de Gaignon de Villennes et Marie-Antoinette de Gaignon de Lort[17].
7. Jeanne le Cornu, qui épousa Madelon le Porc, d'où Pierre le Porc, époux de Guyonne le Sénéchal, dame du Boisberanger.
8. Marie-Madeleine le Cornu, femme de Claude Labbé, seigneur de Champagnette.
9. Simonne le Cornu, née en 1584[18].

À partir de cette époque, la seigneurie de la Courbe ne fait plus qu'un avec celle de Brée. 

## Sources et documentation
- « Château de la Courbe de Brée », dans Alphonse-Victor Angot et Ferdinand Gaugain, Dictionnaire historique, topographique et biographique de la Mayenne, Laval, A. Goupil, 1900-1910 [détail des éditions] (BNF 34106789, présentation en ligne)
- Le château de la Grande Courbe, notice historique et descriptive, de François et Marie-Sophie Dever, 2007.